# Marco Ramacci
Marco Ramacci (Frascati, 24 aprile 1977) è uno schermidore italiano, specializzato nel fioretto. Ha vinto una medaglia d'oro ai Campionati mondiali di scherma.
È stato allievo di Salvatore Di Naro al Frascati Scherma.
Dopo la fine dell'attività agonistica è passato ad insegnare scherma al Pisa Scherma.
Nel 2016 ha ricevuto la Lama d'Onore d'oro e nel 2024 la Maschera d'Oro della Federazione Italiana Scherma. 

## Palmarès

### Risultati élite
In carriera ha ottenuto i seguenti risultati:
Mondiali
Individuale
A squadre
- Oro nel fioretto a L'Avana 2003

Europei
Individuale
A squadre
- Oro nel fioretto a Mosca 2002
- Bronzo nel fioretto a Copenaghen 2004

Universiadi
Individuale
A squadre
- Argento nel fioretto a Pechino 2001

Campionati italiani
Individuale
A squadre
- Oro nel fioretto a Conegliano Veneto 2002
- Bronzo nel fioretto a Tivoli 2009

### Risultati giovani
Mondiali cadetti
Individuale
- Bronzo nel fioretto a Città del Messico 1994

Europei giovani
Individuale
- Bronzo nel fioretto a Keszthely 1995
- Bronzo nel fioretto a Limoges 1996

A squadre